# Borup
Borup é uma cidade localizada no estado americano de Minnesota, no Condado de Norman.

## Demografia
Segundo o censo americano de 2000, a sua população era de 91 habitantes. 
Em 2006, foi estimada uma população de 86, um decréscimo de 5 (-5.5%).

## Geografia
De acordo com o United States Census Bureau tem uma área de 
0,6 km², dos quais 0,6 km² cobertos por terra e 0,0 km² cobertos por água. Borup localiza-se a aproximadamente 276 m acima do nível do mar.

## Localidades na vizinhança
O diagrama seguinte representa as localidades num raio de 24 km ao redor de Borup. 